# Municipio de Lake George (condado de Hubbard)
El municipio de Lake George (en inglés: Lake George Township) es un municipio ubicado en el condado de Hubbard en el estado estadounidense de Minnesota. En el año 2010 tenía una población de 378 habitantes y una densidad poblacional de 4,03 personas por km².

## Geografía
El municipio de Lake George se encuentra ubicado en las coordenadas 47°11′29″N 94°58′52″O / 47.19139, -94.98111. Según la Oficina del Censo de los Estados Unidos, el municipio tiene una superficie total de 93.71 km², de la cual 87,57 km² corresponden a tierra firme y (6,55 %) 6,14 km² es agua.

## Demografía
Según el censo de 2010, había 378 personas residiendo en el municipio de Lake George. La densidad de población era de 4,03 hab./km². De los 378 habitantes, el municipio de Lake George estaba compuesto por el 95,24 % blancos, el 0,53 % eran afroamericanos, el 1,85 % eran amerindios, el 0,79 % eran asiáticos y el 1,59 % eran de una mezcla de razas. Del total de la población el 3,17 % eran hispanos o latinos de cualquier raza.